# Wybory parlamentarne w Dżibuti w 2008 roku
Wybory parlamentarne w Dżibuti odbyły się 8 lutego 2008 roku. Zwyciężyła w nich rządząca koalicja partii Unia na rzecz Większości Prezydenckiej (UMP), która zdobyła 100% głosów. Opozycja wybory te zbojkotowała. Frekwencja wyborcza wyniosła 72,6%. O 65 mandatów ubiegało się 65 kandydatów.
Bojkot wyborów przez opozycyjną Unię na rzecz Demokratycznej Alternatywy (UAD) został spowodowany odrzuceniem przez rząd zmiany ordynacji na proporcjonalną. Zwolennicy UMP argumentowali, że ordynacja proporcjonalna może spowodować zaburzenie równowagi plemiennej i konflikt na wzór tego w sąsiedniej Somalii. Obywatele Dżibuti wybierali 65 przedstawicieli do Zgromadzenia Narodowego na 5-letnią kadencję. Uprawnionych do głosowania było 151 490 obywateli Dżibuti.

## Wyniki
| Nazwa partii                                 | Głosy   | Procent | Mandaty | +/- |
| -------------------------------------------- | ------- | ------- | ------- | --- |
| Unia na rzecz Większości Prezydenckiej (UMP) | 103 463 | 94,06%  | 65      | ±0  |
| głosy nieważne                               | 6 536   | 5,04%   |         |     |
| SUMA (frekwencja 72,61%)                     | 109 999 | 100,00% | 65      |     |